# Heskem-Mölln
Heskem-Mölln ist ein Ortsteil der Gemeinde Ebsdorfergrund im Osten des mittelhessischen Landkreises Marburg-Biedenkopf. Der Ortsteil besteht aus dem Hauptort Heskem und dem, in dessen Gemarkung, südöstlich davon gelegene Weiler Mölln.

## Geographische Lage
Heskem liegt zwischen den Lahnbergen und den Ausläufern des Vogelsberges. Durch den Ort verlaufen die Landesstraßen 3048 und 3125.
| Beltershausen |                                             | Wittelsberg |
|               | Kompassrose, die auf Nachbargemeinden zeigt |             |
| Ebsdorf       |                                             | Mölln       |

## Geschichte

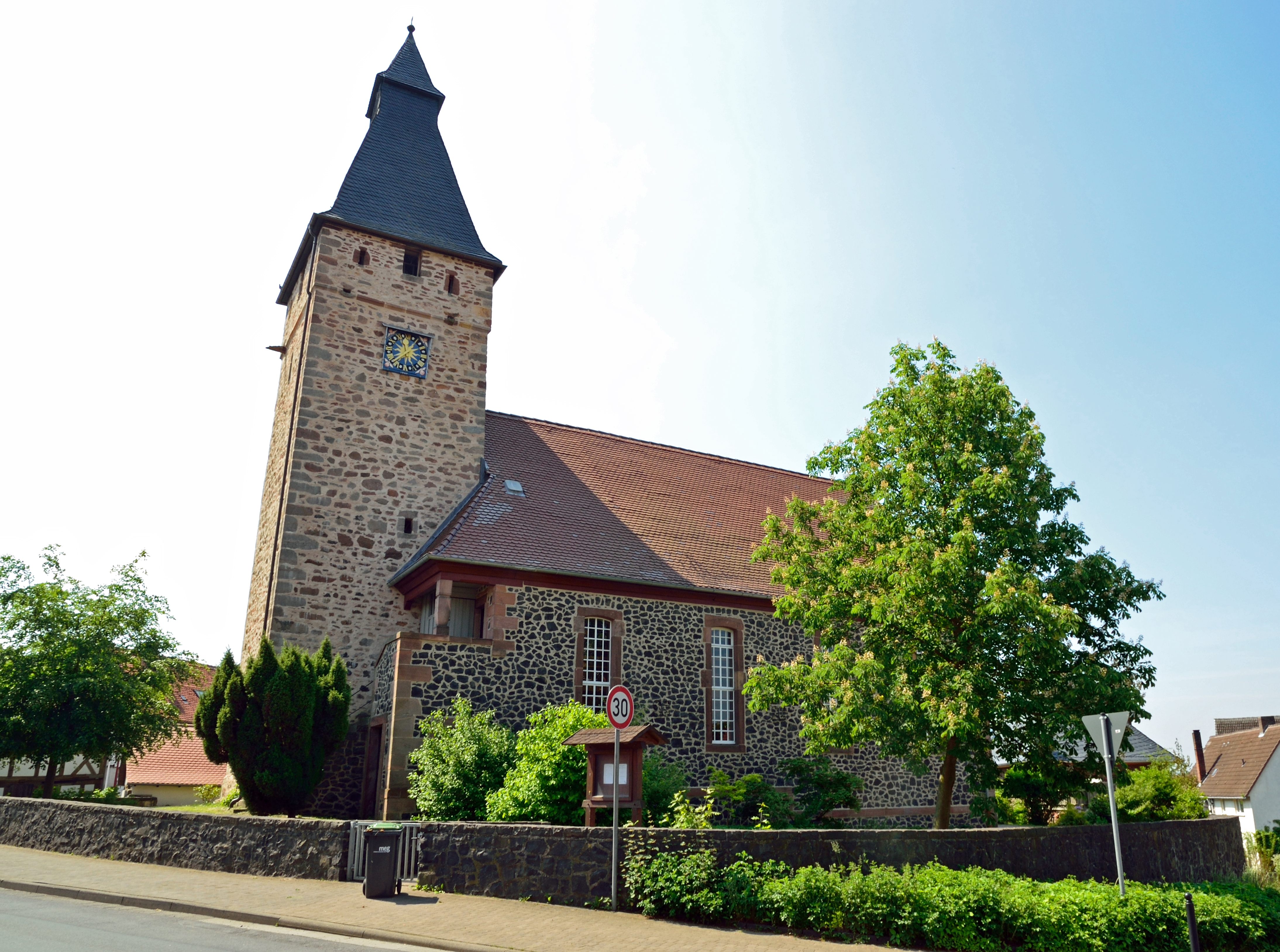
Wehrkirche

### Ortsgeschichte
Die älteste bekannte schriftliche Erwähnung von Heskem erfolgte unter dem Namen Heistingenheim  um das Jahr 850. Während die älteste bekannte Erwähnung von Mölln aus dem Jahr 1151 stammt. Der heutige Name des Dorfes setzte sich erst im 18. Jahrhundert durch. Der Ortsname Mölln wird von der Mühle abgeleitet. Der frühere Name des Weilers lautet auch Mulen. Eine Mühle wurde schon 1151 erwähnt. Sie existiert heute noch, jedoch ohne Mühlengraben und Mühlrad. Mölln hatte nie den Status einer eigenen Gemeinde, sondern gehörte nach der Bildung von Gemeinden stets zu Heskem.
Zum 31. Dezember 1971 fusionierten im Zuge der Gebietsreform in Hessen die bis dahin selbstständigen Gemeinden Dreihausen und Heskem freiwillig zur neue Gemeinde Ebsdorfergrund. Dreihausen wurde Verwaltungssitz der neuen Gemeinde. Später wurde der Ortsteil Heskem in Heskem-Mölln umbenannt.
Für alle ehemals eigenständigen Gemeinden von Ebsdorfergrund wurden Ortsbezirke gebildet.

### Verwaltungsgeschichte im Überblick
Die folgende Liste zeigt die Staaten und Verwaltungseinheiten, denen Heskem angehört(e):
- vor 1567: Heiliges Römisches Reich, Landgrafschaft Hessen, Gericht Ebsdorf (Gericht Ebsdorf bestand aus den Orten: Ebsdorf, Leidenhofen, Hachborn, Erbenhausen, Hassenhausen, Ilschhausen, Roßberg, Dreihausen, Möln und Heskem)[7]
- ab 1567: Heiliges Römisches Reich, Landgrafschaft Hessen-Marburg, Amt Marburg[8]
- 1604–1648: Heiliges Römisches Reich, strittig zwischen Landgrafschaft Hessen-Darmstadt und Landgrafschaft Hessen-Kassel (Hessenkrieg), Amt Marburg
- ab 1648: Heiliges Römisches Reich, Landgrafschaft Hessen-Kassel, Amt Marburg
- ab 1786: Heiliges Römisches Reich, Landgrafschaft Hessen-Kassel, Amt Treis an der Lumbda
- ab 1806: Landgrafschaft Hessen-Kassel,mAmt Treis an der Lumbda
- 1807–1813: Königreich Westphalen,[Anm. 2] Departement der Werra, Distrikt Marburg, Kanton Ebsdorf
- ab 1815: Kurfürstentum Hessen,[Anm. 3] Oberhessen, Amt Treis an der Lumbda[9]
- ab 1821: Kurfürstentum Hessen, Provinz Oberhessen, Kreis Marburg[10][Anm. 4]
- ab 1848: Kurfürstentum Hessen, Bezirk Marburg
- ab 1851: Kurfürstentum Hessen, Provinz Oberhessen, Kreis Marburg
- ab 1867: Königreich Preußen,[Anm. 5] Provinz Hessen-Nassau, Regierungsbezirk Kassel, Kreis Marburg
- ab 1871: Deutsches Reich, Königreich Preußen, Provinz Hessen-Nassau, Regierungsbezirk Kassel, Kreis Marburg
- ab 1918: Deutsches Reich, Freistaat Preußen, Provinz Hessen-Nassau, Regierungsbezirk Kassel, Kreis Marburg
- ab 1944: Deutsches Reich, Freistaat Preußen, Provinz Kurhessen, Landkreis Marburg
- ab 1945: Amerikanische Besatzungszone,[Anm. 6] Groß-Hessen, Regierungsbezirk Kassel, Landkreis Marburg
- ab 1946: Amerikanische Besatzungszone, Hessen, Regierungsbezirk Kassel, Landkreis Marburg
- ab 1949: Bundesrepublik Deutschland, Hessen, Regierungsbezirk Kassel, Landkreis Marburg
- ab 1972: Bundesrepublik Deutschland, Land Hessen, Regierungsbezirk Kassel, Landkreis Marburg, Gemeinde Ebsdorfergrund[Anm. 7]
- ab 1974: Bundesrepublik Deutschland, Land Hessen, Regierungsbezirk Kassel, Landkreis Marburg-Biedenkopf, Gemeinde Ebsdorfergrund
- ab 1981: Bundesrepublik Deutschland, Land Hessen, Regierungsbezirk Gießen, Landkreis Marburg-Biedenkopf, Gemeinde Ebsdorfergrund

### Gerichte seit 1821
Mit Edikt vom 29. Juni 1821 wurden in Kurhessen Verwaltung und Justiz getrennt. Der Kreis Marburg war für die Verwaltung und das Assistenzamt Treis war als Gericht in erster Instanz für Wermertshausen zuständig. In Treis wurde ein Assistenzamt eingerichtet, das 1833 als eigenständiges Justizamt Treis ausgegliedert wurde und für Wermertshausen zuständig war. Nach der Annexion Kurhessens durch Preußen wurde durch einen Gebietstausch Treis an das Großherzogtum Hessen abgetreten, Wermertshausen wurde dem Justizamt Marburg zugeordnet. Am 1. September 1867 erfolgte die Umbenennung des bisherigen Justizamtes in Amtsgericht Marburg. Auch mit dem Inkrafttreten des Gerichtsverfassungsgesetzes von 1879 blieb das Amtsgericht unter seinem Namen bestehen.

## Bevölkerung

### Einwohnerstruktur 2011
Nach den Erhebungen des Zensus 2011 lebten am Stichtag dem 9. Mai 2011 in Heskem-Mölln 804 Einwohner. Darunter waren 24 (3,0 %) Ausländer.
Nach dem Lebensalter waren 132 Einwohner unter 18 Jahren, 345 zwischen 18 und 49, 198 zwischen 50 und 64 und 126 Einwohner waren älter. Die Einwohner lebten in 345 Haushalten. Davon waren 81 Singlehaushalte, 93 Paare ohne Kinder und 120 Paare mit Kindern, sowie 45 Alleinerziehende und 9 Wohngemeinschaften. In 51 Haushalten lebten ausschließlich Senioren und in 249 Haushaltungen leben keine Senioren.

### Einwohnerentwicklung
| Quelle: Historisches Ortslexikon | |
| • 1467:                          | 25 Hausgesesse                                                                                             |
| • 1577:                          | 39 Hausgesesse                                                                                             |
| • 1630:                          | 16 Hausgesesse (7 vierspännige, 7 dreispännige, 1 zweispännige, 2 einspännige Ackerleute, 28 Einläuftige). |
| • 1681:                          | 32 hausgesessene Mannschaften                                                                              |
| • 1747:                          | 46 Haushalte (Folgende Angaben mit Ortsteil Mölln)                                                         |
| • 1838:                          | 418 Einwohner (45 nutzungsberechtigte, 23 nicht nutzungsberechtigte Ortsbürger, 14 Beisassen).             |

| Heskem: Einwohnerzahlen von 1774 bis 2011 | Heskem: Einwohnerzahlen von 1774 bis 2011 | Heskem: Einwohnerzahlen von 1774 bis 2011 | Heskem: Einwohnerzahlen von 1774 bis 2011 | Heskem: Einwohnerzahlen von 1774 bis 2011 |
| --- | ----------------------------------------- | ----------------------------------------- | ----------------------------------------- | ----------------------------------------- |
| Jahr |                                           |                                           |                                           | Einwohner                                 |
| 1774 | 1774                                      |                                           | 311                                       | 311                                       |
| 1800 | 1800                                      |                                           | ?                                         | ?                                         |
| 1834 | 1834                                      |                                           | 470                                       | 470                                       |
| 1840 | 1840                                      |                                           | 500                                       | 500                                       |
| 1846 | 1846                                      |                                           | 503                                       | 503                                       |
| 1852 | 1852                                      |                                           | 533                                       | 533                                       |
| 1858 | 1858                                      |                                           | 552                                       | 552                                       |
| 1864 | 1864                                      |                                           | 576                                       | 576                                       |
| 1871 | 1871                                      |                                           | 534                                       | 534                                       |
| 1875 | 1875                                      |                                           | 501                                       | 501                                       |
| 1885 | 1885                                      |                                           | 499                                       | 499                                       |
| 1895 | 1895                                      |                                           | 534                                       | 534                                       |
| 1905 | 1905                                      |                                           | 548                                       | 548                                       |
| 1910 | 1910                                      |                                           | 547                                       | 547                                       |
| 1925 | 1925                                      |                                           | 552                                       | 552                                       |
| 1939 | 1939                                      |                                           | 533                                       | 533                                       |
| 1946 | 1946                                      |                                           | 780                                       | 780                                       |
| 1950 | 1950                                      |                                           | 791                                       | 791                                       |
| 1956 | 1956                                      |                                           | 715                                       | 715                                       |
| 1961 | 1961                                      |                                           | 635                                       | 635                                       |
| 1967 | 1967                                      |                                           | 611                                       | 611                                       |
| 1980 | 1980                                      |                                           | ?                                         | ?                                         |
| 1990 | 1990                                      |                                           | ?                                         | ?                                         |
| 2000 | 2000                                      |                                           | ?                                         | ?                                         |
| 2011 | 2011                                      |                                           | 804                                       | 804                                       |
| Datenquelle: Historisches Gemeindeverzeichnis für Hessen: Die Bevölkerung der Gemeinden 1834 bis 1967. Wiesbaden: Hessisches Statistisches Landesamt, 1968. Weitere Quellen: LAGIS; Zensus 2011 |                                           |                                           |                                           |                                           |

### Historische Religionszugehörigkeit
| Quelle: Historisches Ortslexikon |                                                                                |
| • 1861:                          | 546 evangelisch-lutherische Einwohner, 10 Mitglieder abweichender Sekten       |
| • 1885:                          | 486 evangelische (= 97,39 %), kein katholischer, 13 andere Christen (= 2,61 %) |
| • 1961:                          | 572 evangelische (= 90,08 %), 56 katholisch (= 8,82 %) Einwohner               |

### Historische Erwerbstätigkeit
| Quelle: Historisches Ortslexikon | |
| • 1775:                          | Erwerbspersonen: 1 Müller, 4 Schmiede, 9 Schneider, 1 Wagner, 11 Leineweber, 6 Tagelöhner(-innen).                                   |
| • 1838:                          | Familien: 41 Ackerbau, 17 Gewerbe, 22 Tagelöhner.                                                                                    |
| • 1961:                          | Erwerbspersonen: 148 Land- und Forstwirtschaft, 93 Produzierendes Gewerbe, 30 Handel und Verkehr, 40 Dienstleistungen und Sonstiges. |

## Politik
Für Heskem-Mölln besteht ein Ortsbezirk mit Ortsbeirat und Ortsvorsteher nach der Hessischen Gemeindeordnung. Er umfasst das Gebiet der ehemaligen Gemeinde Heskem.
Der Ortsbeirat Heskem-Mölln  besteht aus fünf Mitgliedern. Bei den Kommunalwahlen in Hessen 2021 betrug die Wahlbeteiligung zum Ortsbeirat 54,22 %. Alle Mitglieder gehörten der „Bürgerliste Heskem-Mölln“ an. Der Ortsbeirat wählte Martin Lieser zum Ortsvorsteher.

## Sehenswürdigkeiten
- Evangelische Kirche der Gemeinde der Evangelischen Kirche von Kurhessen-Waldeck (EKKW). Der Turm datiert aus dem 13. Jahrhundert.
- Evangelische Fachwerkkirche der Gemeinde der Selbständig Evangelisch-Lutherischen Kirche (SELK).

## Wirtschaft und Infrastruktur
Heskem hatte einen Bahnhof, der durch die Marburger Kreisbahn bedient wurde. Heute stehen dort mehrere Getreidesilos, die nach dem letzten Ausbau 2011 eine Kapazität von 7.500 Tonnen haben.
Im Ort gibt es
- ein Bürgerhaus.
- eine Gesamtschule mit ca. 600 Schülern in 26 Klassen.